# Matthias Schoenaerts
Matthias Schoenaerts (angol kiejtése: ˈʃoʊnɑːrts; holland kiejtése: ˈmɑcɑs ˈsxunaːrts; Antwerpen, 1977. december 8. –) César-díjas belga színész, producer és graffitiművész.

## Élete és pályafutása
Antwerpenben született, Julien Schoenaerts (1925–2006) színész és Dominique Wiche (1953–2016) jelmeztervező, franciatanár gyermekeként. Van egy idősebb féltestvére, Bruno, aki ügyvéd. Apja révén flamand származású, anyai nagyanyja Liège-ből származik. Élete első hat évét anyai nagyszüleinél töltötte Brüsszelben.
Kétnyelvű családban nőtt fel, ezért gyermekkorától kezdve beszél hollandul és franciául. Emellett folyékonyan tud angolul is, amit amerikai filmek nézése által tanult meg.
1987-ben, kilencévesen szerepelt Antoine de Saint-Exupéry A kis herceg című műve alapján készült színdarabban, apja oldalán, aki egyben a rendező is volt. Édesanyja, Dominique volt a darab jelmeztervezője.
Tinédzserkorában graffitizni kezdett és felvette a „Zenith” művésznevet, még New Yorkba is elutazott, hogy a TATS CRU csoporttal dolgozhasson együtt. Graffitis videói megtekinthetők a YouTube-on is.
Közel járt ahhoz is, hogy professzionális labdarúgó legyen; a Beershot AC nevű focicsapatnál játszott, de 16 éves korában kiszállt. 2013-ban elmondta, hogy az FC Barcelona rajongója.
1992-ben kapta meg első filmszerepét a Danes című filmben.
2014-ben ő volt a Louis Vuitton férfi kollekciójának arca.

## Filmográfia

### Film
| Év   | Magyar cím               | Eredeti cím                | Szerep                      | Magyar hang       |
| ---- | ------------------------ | -------------------------- | --------------------------- | ----------------- |
| 1992 |                          | Daens                      | Wannes Scholliers           |                   |
| 2002 | A lány                   | Girl                       | Oskar                       |                   |
| 2003 | Akármerre fúj a szél     | Any Way the Wind Blows     | Chouki                      |                   |
| 2004 | Ellektra                 | Ellektra                   | DJ Cosmonaut X              |                   |
| 2006 |                          | Love Belongs to Everyone   | Dennis                      |                   |
| 2006 | Fekete könyv             | Black Book                 | Joop                        | Seder Gábor       |
| 2007 |                          | The Muse                   | John                        |                   |
| 2007 | Szellemház               | Nadine                     | Cornee                      |                   |
| 2008 |                          | Left Bank                  | Bob                         |                   |
| 2008 |                          | Loft                       | Filip Willems               |                   |
| 2009 |                          | My Queen Karo              | Raven                       |                   |
| 2010 |                          | The Pack                   | Le Gothique en toc          |                   |
| 2010 |                          | Pulsar                     | Samuel Verbist              |                   |
| 2011 | Birkanyak                | Bullhead                   | Jacky Vanmarsenille         |                   |
| 2011 |                          | The President              | Boyko                       |                   |
| 2011 |                          | The Gang of Oss            | Ties van Heesch             |                   |
| 2012 | Rozsda és csont          | Rust and Bone              | Ali                         | Kálid Artúr       |
| 2013 | Vérkötelék               | Blood Ties                 | Anthony Scarfo              | Dolmány Attila    |
| 2014 | Piszkos pénz             | The Drop                   | Eric Deeds                  | Dolmány Attila    |
| 2014 | A virág románca          | A Little Chaos             | André Le Nôtre              | Debreczeny Csaba  |
| 2014 | Kéjlak                   | The Loft                   | Philip Williams             | Király Attila     |
| 2015 | Francia szvit            | Suite Française            | Bruno von Falk              | Rajkai Zoltán     |
| 2015 | Távol a világ zajától    | Far from the Madding Crowd | Gabriel Oak                 | Fekete Ernő       |
| 2015 | Maryland                 | Disorder                   | Vincent                     |                   |
| 2015 | A dán lány               | The Danish Girl            | Hans Axgil                  | Kaszás Gergő      |
| 2015 | vakító napfényben        | A Bigger Splash            | Paul De Smedt               | Makranczi Zalán   |
| 2017 | Milyen hosszú az éjszaka | Our Souls at Night         | Gene                        |                   |
| 2017 | A hűséges                | Racer and the Jailbird     | Gigi                        |                   |
| 2018 | Vörös veréb              | Red Sparrow                | Ivan Vlagyimirovics Jegorov | Makranczi Zalán   |
| 2018 | Kurszk                   | Kursk                      | Mikhail Averin              | Sarádi Zsolt      |
| 2018 | Közeli ellenségek        | Close Enemies              | Manuel Marco                |                   |
| 2019 |                          | The Mustang                | Roman Coleman               |                   |
| 2019 | Egy rejtett élet         | A Hidden Life              | Herder kapitány             |                   |
| 2019 | Pénzmosó                 | The Laundromat             | Maywood                     | Simon Kornél      |
| 2020 | A halhatatlan gárda      | The Old Guard              | Booker / Sebastien le Livre | Makranczi Zalán   |
| 2020 | Philadelphia hangjai     | Brothers by Blood          | Peter Flood                 | Makranczi Zalán   |
| 2022 | Amszterdam               | Amsterdam                  | Getwiller                   | Jászberényi Gábor |
| 2025 | A halhatatlan gárda 2.   | The Old Guard 2            | Booker / Sebastien le Livre | Makranczi Zalán   |

Rövidfilm
- De blauwe roos (2002) – Minnaar
- Zien (2003) – férfi
- Je veux quelque chose et je ne sais pas quoi (2004) – Jaap
- A Message from Outer Space (2004) – Frits
- Another Day (2005) – férfi
- The End of the Ride (2005) – Samuel
- Daughter (2005) – Matthias
- Exit (2005) – Anthony
- The One Thing to Do (2005) – Edward Monskii
- Tunnelrat (2008) – John Atkins
- Afterday (2009) – Jef
- Injury Time (2010) – Van Dessel
- Árnyékgyűjtő (2012) – Nathan Rijckx
- Chimpanzee (dokumentumfilm) (2013) – narrátor

### Televízió
| Év   | Magyar cím | eredeti cím          | Szerep             | Megjegyzés  |
| ---- | ---------- | -------------------- | ------------------ | ----------- |
| 2001 |            | Flikken              | Jens Goossens      | 1 epizód    |
| 2002 |            | Stille waters        | Rechercheur        | 1 epizód    |
| 2008 |            | The Emperor of Taste | Alfred Lenaerts    | 8 epizód    |
| 2009 |            | Los zand             | Vincent Vandeweghe | 13 epizód   |
| 2010 |            | Duts                 | önmaga             | 1 epizód    |
| 2015 |            | De Biker Boys        | önmaga             | 1 epizód    |
| 2021 |            | Lockdown             | Jürgen             | 1 epizód    |
| 2023 | Django     | Django               | Django             | 10 epizód   |
| 2024 | A rezsim   | The Regime           | Herbert Zubak      | minisorozat |